# Аренке
Аре́нке (Arenque) — нафтове родовище в Мексиці. Відкрите в 1967 році, розробляється з 1970 року.

## Характеристика
Розташоване на шельфі. Входить до Нафтогазоносного басейну Мексиканської затоки. Початкові промислові запаси нафти 141 млн т. Приурочене до підняття, яке обмежується розломом. Масивний поклад нафти пов'язаний з вапняками юри і розташований на глибині 3360–3500 м. Колектор порово-тріщинний. Початковий пластовий тиск 27 МПа. Густина нафти 898 кг/м³.

## Технологія розробки
В 1990-х роках експлуатувалася 21 фонтануюча свердловина, річний видобуток нафти 1,1 млн т. Підводний трубопровід до м. Сьюдад-Мадеро. Розробляється національною компанією Petroleos Mexicanos.